# Juliette Borboux
Juliette Borboux, née en 1903 à Verviers, est une féministe belge. 

## Biographie
Elle a fait un doctorat en philosophie et lettres. Elle a étudié à Kant et fait sa thèse au problème de la connaissance. 
Elle était surnommée Lily et son époux était Pierre Wigny
En 1940, elle rentre au CNFB (Conseil National des Femmes Belges) dont elle assure la présidence de 1953 à 1958.
Durant 17 ans, elle  s'occupe des Jeudis du CNFB : des déjeuners et conférence qui permettaient d’accueillir des personnalités diverses. 
En 1956, à la suite d'une enquête auprès de 3 000 femmes, elle fonde le Centre féminin d'éducation permanente, proposant aux femmes des conférences, formations, des tables de conversation mise à disposition d'une bibliothèque et des clubs d'investissement.
Juliette Borboux fonde en 1947 la première école de service familial en Belgique avec Marguerite Leblanc où elle sera administratrice des l'École des parents et éducateur.
En 1968 elle reçoit la Croix de chevalier de l'Ordre de la Couronne et deviendra baronne en août 1972. 
Elle est décédée le 12 avril 1985 à Bruxelles.

## Distinctions
- Chevalier de l'ordre de la Couronne.